# Наїм Касем
Наїм Мохаммад Касем (араб. نعيم قاسم, трансліт. Naeim Qasim; народився в лютому 1953 року) — ліванський шиїтський священнослужитель і політик; з 1991 по 2024 рік перший заступник, а з 29 жовтня 2024 року — генеральний секретар організації Хезболла.

## Біографія
Касем народився в лютому 1953 року в місті Кфар-Філа на півдні Лівану, в шиїтській родині, що походила з цього ж міста, та виріс у Бейруті.
Касем здобув ступінь бакалавра та магістра з хімії в Ліванському університеті, який закінчив у 1977 році.
Він працював учителем хімії, перш ніж приєднатися до «Амаль», політичного руху, очолюваного Мусою ас-Садром, але покинув його в 1979 році.. Вивчав теологію під керівництвом Мохаммеда Хусейна Фадлаллаха.
Касем був одним із засновників Ліванського союзу студентів-мусульман, який був створений у 1970-х роках. Касем був головою Асоціації ісламської релігійної освіти з 1974 по 1988 рік. Він також був радником шкіл Аль-Мустафи.

### Кар'єра в організації Хезболла
Після Іранської революції Касем брав участь у засновуванні руху Хезболла. У 1991 році був призначений заступником генерального секретаря при генеральному секретарі Аббасі аль-Мусаві, і цю ж роль він зберіг коли рух очолив його наступник, Хасан Насралла. Касем очолював виборчі кампанії партії та відігравав провідну інтелектуальну та ідеологічну роль.
У 1991 році він став заступником генерального секретаря «Хезболли». Аббас аль-Мусаві призначив його на цю посаду, яку він зберіг, коли аль-Мусаві змінив Хасан Насралла в 1992 році.
Касем керував політичними кампаніями Хезболли на парламентських виборах після загальних виборів у Лівані 1992 року, у яких вони брали участь уперше. За роки до 2024 року Касем тривалий час був одним із провідних речників Хезболли.
У 2009 році Мустафа Бадреддін змінив Імада Мугнія на посаді керівника військової діяльності Хезболли. Касем не підтримав цей крок, віддавши перевагу своєму родичу Саміру Шехаде.

### Генеральний секретар Хезболли
Касем був призначений виконувачем обов'язки генерального секретаря Хезболли 29 жовтня 2024 року після смерті попереднього лідера Хасана Насралли внаслідок удару по штаб-квартирі Хезболли 2024 року. Через місяць, 3 жовтня, Касема було обрано генеральним секретарем після того, як від ізраїльських авіаударів загинув інший можливий наступник Насралли, Хашим Сафі ад-Дін.

## Особисте життя
Касем одружений і має шестеро дітей.